# Hassan Abbadi
Hassan Abbadi (arabisch حسن عبادي; * 4. Dezember 1943 in Témara) ist ein marokkanischer Politiker der Nationalen Sammlung der Unabhängigen RNI (Rassemblement National des Indépendants).

## Leben
Hassan Abbadi absolvierte nach dem Besuch des Landwirtschaftlichen Gymnasiums (Lycée Agricole) in Témara ein Studium an der Nationalen Landwirtschaftsschule ENA (École Nationale d’Agriculture) in Meknès sowie an der Nationalen Hochschule für Landwirtschaft (École Nationale Supérieure d’Agronomie), das er als Diplom-Agraringenieur abschloss. Des Weiteren studierte er an der Pharmazeutischen Fakultät der École normale supérieure (ENS) in Montpellier sowie am Hochschulinstitut für Handel und Betriebswirtschaftslehre ISCAE (Institut supérieur de commerce et d'administration des entreprises) in Casablanca, das er mit einem Hochschul-Diplom für Wirtschaft und ländliche Entwicklung abschloss.
Abbadi wurde 1977 erstmals für die Nationale Sammlung der Unabhängigen RNI (Rassemblement National des Indépendants) Mitglied der Repräsentantenversammlung (Chambre des représentants) und gehörte dieser nach seinen Wiederwahlen 1984 sowie 1993 zunächst bis 1997 an. Während seiner Parlamentszugehörigkeit war er Mitglied des Landwirtschafts- sowie des Finanzausschusses sowie zeitweise Vorsitzender des Landwirtschaftsausschusses. 1977 wurde er Vizepräsident des Rates der Präfektur Skhirate-Témara und hatte dieses Amt bis 1985 inne. Zugleich war er zwischen 1977 und 1998 Präsident der Kommune Témara und wurde 1977 Mitglied des Politbüros der RNI, dessen Exekutivbüro er ebenfalls als Mitglied angehörte.
Am 11. April 1985 wurde Hassan Abbadi Minister für Beschäftigung (Ministre de l’Emploi) im vierten Kabinett von Premierminister Mohammed Karim Lamrani und bekleidete dieses Ministeramt bis 1992 auch im Kabinett von Premierminister Azzedine Laraki. Daneben war er zwischen 1985 und 1997 Präsident des Rates der Präfektur Skhirate-Témara und wurde 1987 auch Vize-Bürgermeister von Témara. Er war zwischen 1993 und 1998 Vizepräsident der Kommune Témara sowie von 1997 bis 1992 erneut Vize-Bürgermeister von Témara. Er war von 2002 bis 2007 für die Rassemblement National des Indépendants abermals Mitglied der Repräsentantenversammlung und fungierte zeitweilig auch als Präsident des Gemeinderates von El Jadida.